# 비즈니스 파크

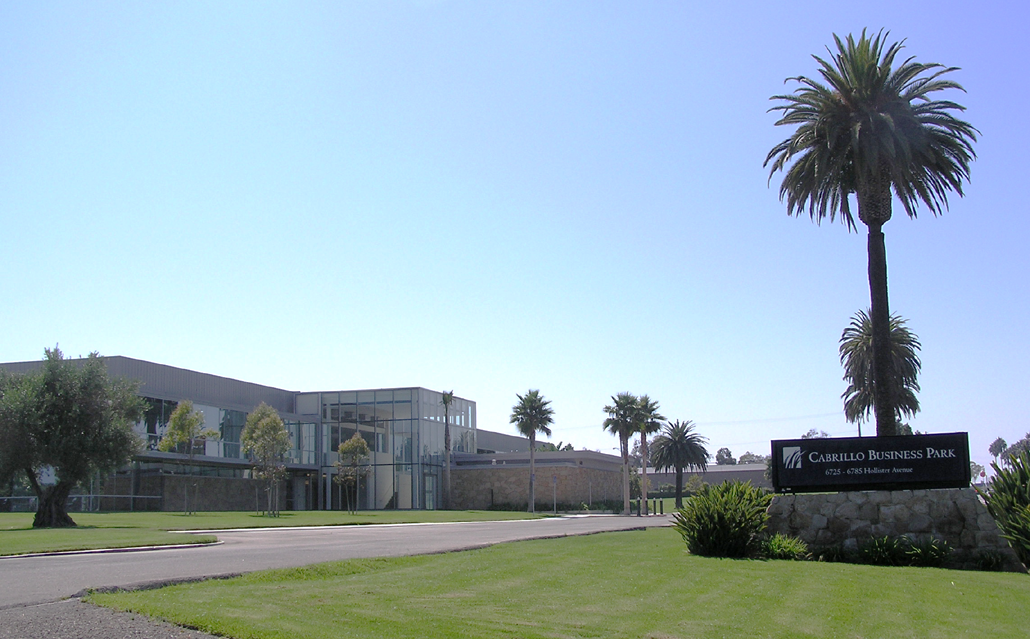
미국 캘리포니아주 샌타바바라

비즈니스 파크(영어: business park)는 교외(郊外)에 여러 오피스 빌딩이 모여있는 지역을 이르는 말이다.
비즈니스 파크 또는 오피스 파크는 많은 사무실 건물이 함께 모여 있는 지정된 토지 영역이다. 이러한 유형의 개발은 시내(市內)의 중심업무지구에 비해 대체로 토지 및 건물 비용이 더 저렴한 교외 지역에 위치하며 일반적으로 쉽게 접근할 수 있는 주요 고속도로 또는 도로 근처에 위치한다.

## 같이 보기
- 오피스
- 사이언스 파크